# Archidiocèse de Monterrey
Ne doit pas être confondu avec Diocèse de Monterey.
L'archidiocèse de Monterrey (en latin : Archidioecesis Monterreyensis ; en espagnol : Arquidiócesis de Monterrey) est un archidiocèse métropolitain de l'Église catholique du Mexique.

## Territoire

Archidiocèse de Monterrey
Suffragants

Il comprend 30 municipalités de l'État de Nuevo León ce qui correspond à un territoire d'une superficie de 17 448 km2 divisé en 248 paroisses.
Le siège archiépiscopal est dans la ville de Monterrey où se trouve la cathédrale de l'Immaculée-Conception ainsi que les basiliques mineures de l'Immaculée Conception (es), de Notre-Dame de Guadalupe (es) et de Notre-Dame du Chêne, qui est la patronne de l'archidiocèse.

## Historique
Le diocèse de Linares (ou Nuevo León) est érigé le 15 décembre 1777 par la bulle Relata semper du pape Pie VI obtenant le territoire principalement du diocèse de Guadalajara (aujourd'hui archidiocèse de Guadalajara) et dans une moindre mesure du diocèse de Michoacán (aujourd'hui archidiocèse de Morelia) et de l'archidiocèse de Mexico,. Le territoire comprend un vaste territoire couvrant les États du Mexique actuels de Nuevo León, Coahuila, Tamaulipas et Texas.
Il cède une portion de territoire le 13 août 1861 pour l'érection du vicariat apostolique de Tamaulipas (aujourd'hui diocèse de Tampico).
Nommé suffragant de l'archidiocèse de Mexico lors de sa création, il intègre la province ecclésiastique de l'archidiocèse de Guadalajara le 26 janvier 1863 en vertu de la bulle Romana Ecclesia du pape Pie IX.
Il cède une partie de territoire le 23 juin 1891 pour l'établissement du diocèse de Saltillo ; dans le même temps, il est élevé au rang d'archidiocèse métropolitain par la lettre apostolique Illud in primis du pape Léon XIIIavec pour suffragants les diocèses de Saltillo et de Tamaulipas.
L'archidiocèse porte le titre de Linares depuis sa fondation malgré le fait que le siège épiscopal est situé dans la ville de Monterrey ; cette situation anormale est corrigée par le décret du 9 juin 1922 de la congrégation pour les évêques lorsque l'archidiocèse prend le nom de Monterrey.
Par la lettre apostolique Impensa religione du 14 octobre 1963, le pape Paul VI décrète que la Vierge Marie, vénérée sous le vocable de Notre-Dame du Chêne est la patronne de l'archidiocèse.
Il cède de nouveau du territoire le 30 avril 1962 pour la création du diocèse de Linareset le 6 novembre 1989 pour l'établissement du diocèse de Nuevo Laredo.

## Évêques et archevêques
évêques
- Juan Antonio de Jesús Sacedón Sánchez, O.F.M (28 septembre 1778 - 27 décembre 1779)
  - Sede vacante (1779-1782)
- Rafael José Verger y Suau, O.F.M (16 décembre 1782 - 5 juillet 1790)
- Andrés Ambrosio de Llanos y Valdés, O.F.M (19 décembre 1791 - 19 décembre 1799)
- Primo Feliciano Marín y Porras, O.F.M (20 juillet 1801 - 12 novembre 1815)
- José Ignacio de Arancibia y Hormaguei, O.F.M (14 avril 1817 - 2 mai 1821)
  - Sede vacante (1821-1831)
- José María de Jesús Belaunzarán y Ureña, O.F.M.Ref (28 février 1831 - 15 novembre 1838)
  - Sede vacante (1838-1842)
- Salvador de Apodaca y Loreto (30 janvier 1843 - 15 juin 1844)
  - Sede vacante (1844-1853)
- Francisco de Paula Verea y González (27 juin 1853 - 19 septembre 1879), nommé évêque de Tlaxcala
- José María Ignacio Montes de Oca y Obregón (19 septembre 1879 - 13 novembre 1884), nommé évêque de San Luis Potosí
- Blas Enciso, O.S.A (13 novembre 1884 - 11 janvier 1885)
- Jacinto López y Romo (10 juin 1886 - 23 juin 1891), devient archevêque de Monterrey

archevêques
- Jacinto López y Romo (23 juin 1891 - 14 décembre 1899), nommé archevêque de Guadalajara
- Santiago de los Santos Garza Zambrano (2 mars 1900 - 25 février 1907)
- Leopoldo Ruiz y Flores (14 septembre 1907 - 27 novembre 1911), nommé archevêque de Michoacán
- Francisco Plancarte y Navarrete (27 novembre 1911 - 2 juillet 1920)
- José Juan de Jésus Herrera y Piña (7 mars 1921 - 16 juin 1927)
  - Sede vacante (1927-1929)
- José Guadalupe Ortiz y López (20 septembre 1929 - 27 avril 1940)
- serviteur de Dieu Guillermo Tritschler y Córdova (es) (22 février 1941 - 29 juillet 1952)
- Alfonso Espino y Silva (29 juillet 1952 - 31 mai 1976)
- José de Jesús Tirado Pedraza (7 décembre 1976 - 8 novembre 1983)
- Adolfo Antonio Suárez Rivera (8 novembre 1983 - 25 janvier 2003)
- Francisco Robles Ortega (25 janvier 2003 - 7 décembre 2011), nommé archevêque de Guadalajara
- Rogelio Cabrera López, depuis le 3 octobre 2012